# Love Anthem
『Love Anthem』は、2005年10月19日に発売された黒沢薫のデビューミニアルバム。

## 収録曲
1. Windy Love (4:26)
  - 作詞：黒沢薫 / 作曲：黒沢薫、佐々木真里 / 編曲：金子隆博
2. 電話のむこう (4:37)
  - 作詞：松尾潔 / 作曲：黒沢薫、宇佐美秀文 / 編曲：Maetsro-T
3. After the Rain (5:23)
  - 作詞：松尾潔 / 作曲：妹尾武 / 編曲：阿部潤
4. Love a flava featuring SOYSOUL (4:57)
  - 作詞：山田ひろし、K-ON / 作曲：黒沢薫 / 編曲：K-Muto (SOYSOUL)
5. Groovin’ (4:15)
  - 作詞：黒沢薫 / 作曲：黒沢薫、佐々木真里 / 編曲：宇佐美秀文
6. 満天の星の夜 duet with 夏川りみ (4:28)
  - 作詞：安岡優 / 作曲：黒沢薫、妹尾武 / 編曲：K-Muto (SOYSOUL)
7. 遠い約束 ~Love Anthem Mix~ (6:33)
  - 作詞：相田毅 / 作曲：黒沢薫、妹尾武 / 編曲：武部聡志
8. Late-blooming (4:20)
  - 作詞：松尾潔 / 作曲：黒沢薫 / 編曲：OCTOPUSSY